# Victor et Couronne
Saints Victor et Couronne (Vittore e Corona, également connus sous le nom de saints Victor et Stéphanie ou saints Victor et Corona) sont deux martyrs chrétiens.
Selon la tradition, Victor est un légionnaire chrétien de Cilicie (région de l'ancienne Asie Mineure), stationné en Égypte à l'époque de l'empereur romain Marc Aurèle. Certaines sources indiquent cependant qu'il viendrait d'Ocriculum (aujourd'hui Otricoli), tandis que selon d'autres, ce serait Roman ou Feltre. Il a été torturé à mort. La fin de sa vie est associée à celle de sainte Couronne, également connue sous son nom grec de sainte Stéphane (Stefana) ou sainte Stéphanie (Stefania).
Couronne a été martyrisée et tuée pour l'avoir réconforté. Elle est vénérée dans le cadre de chasses au trésor. Elle est, dans les pays germanophones, la sainte patronne de la monnaie, des bouchers et des chasseurs de trésors. La raison pour laquelle on lui a attribué le patronage des questions d'argent est due à son nom en allemand Krone qui désigne différentes monnaies utilisées dans ces pays.
La plupart des sources indiquent qu'ils ont été tués en Syrie sous Marc Aurèle, vers 170. Cependant, divers textes hagiographiques sont en désaccord sur le lieu de leur martyre. Certains le situent à Damas, alors que les sources coptes indiquent Antioche et certaines sources occidentales Alexandrette ou une autre localité de Cilicie. Il y a également désaccord sur la période historique de leur martyre qui pourrait avoir été le règne d'Antonin le pieux (131-161) ou même celui de Dioclétien (fin du IIIe siècle).

## Légende

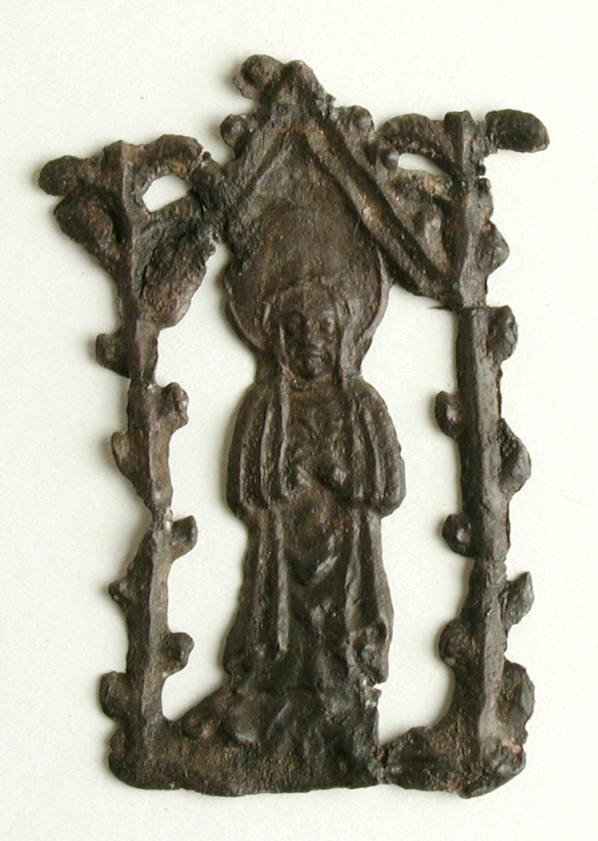
Sainte Couronne entre deux Palmiers, broche de pèlerin, vers 1400, Focke-Museum de Brême.

La légende raconte que Victor était un soldat romain d'origine italienne, qui a été torturé, puis décapité, en raison de la profession publique de sa foi. Il a été dénoncé en tant que chrétien devant le tribunal du préfet romain Sebastiano puis condamné à mort en l'an 168 ou 171, mais pas avant d'avoir subi des tortures atroces. Selon la tradition, en effet « toutes les articulations du corps furent brisées ; il est jeté et laissé pendant trois jours dans une fournaise brûlante ; un magicien met deux fois un poison très puissant dans sa nourriture [...] ; de l'huile bouillante est versée dans sa bouche et sur toute la personne ; il était étendu sur des piques et sa chair nue brûlée au flambeau ; de la chaux vive mélangée à du vinaigre est versée dans sa bouche ; il est aveuglé par des pointes acérées, puis ses yeux sont exorbités ; il est suspendu la tête en bas pendant trois jours, puis écorché vif ». Selon la tradition, du sang mélangé à du lait aurait coulé de ses plaies et beaucoup de personnes présentes se sont converties à la vue de ce miracle et ont trempé des tissus dans le laitage pour conserver une relique du martyr.
La plupart des sources affirment que lui et Couronne ont été tués en Syrie romaine sous le règne de Marc Aurèle (vers les années 160-170), mais divers textes hagiographiques ne sont pas d'accord sur le lieu de leur martyre, certains déclarant qu'il s'agit de Damas, tandis que des sources coptes renseignent que c'est Antioche. Certaines sources occidentales affirment qu'Alexandrette ou la Sicile est leur lieu de martyre. Ils sont également en désaccord sur la date de leur martyre. Ils ont peut-être été martyrisés sous le règne d'Antonin le Pieux ou de Dioclétien, tandis que le Martyrologe romain déclare que c'était au IIIe siècle qu'ils ont rencontré leur mort.
Alors qu'il était torturé, l'épouse d'un compagnon d'armes de Victor, âgée de moins de seize ans, nommée Couronne ou Stéphanie (Stefania ou Stephana, du grec στέφᾰνος, stéphanos, "couronne", la version grecque de son nom latin, qui signifie aussi "couronne"),,, face à l'héroïsme manifesté par Victor pendant les tortures des païens, elle l'aurait encouragé à résister, en lui disant de regarder deux couronnes descendre du ciel, l'une pour Victor et l'autre pour elle-même. Elle est alors arrêtée et, après un bref interrogatoire, elle est également condamnée à un cruel martyre. Selon la passio de Couronne elle est attachée par les pieds au sommet de deux palmiers dont les troncs ont été infléchis l'un vers l'autre et qui, en se redressant, écartèlent et démembrent la jeune femme. Cette passio est considérée comme largement fictive, tout comme Couronne elle-même. D'autres sources affirment que Victor et Couronne étaient mari et femme,.
Il y a également un débat sur la région d'origine de Couronne soit en Syrie, en Sicile ou même à Marseille.
On peut lire dans le Martyrologe romain à la date du 14 mai :
« In Syria sanctorum Martyrum Victoris et Coronae, sub Antonino Imperatore; ex quibus Victor a Sebastiano Judice variis et horrendis affectus est cruciatibus. Cum autem ipsum Corona, uxor cujusdam militis, coepisset beatum praedicare ob martyrii constantiam, vidit duas coronas de caelo lapsas, unam Victori et alteram sibi missam; cumque hoc audientibus cunctis testaretur, ipsa quidem inter arbores scissa, Victor vero decollatus est. »
« En Syrie saint Victor et sainte Couronne martyrs, sous l’empereur Antonin. Victor fut d'abord tourmenté par le juge Sébastien, de plusieurs manières, et toutes également horribles. Alors la femme d'un soldat nommée Couronne, admirant la constance avec laquelle il endurait de si cruelles douleurs, commença à louer son courage, et à l'appeler bienheureux : en même temps elle vit deux couronnes tombées du ciel, l'une pour Victor, l'autre pour elle ; ce qu'ayant assuré à tous ceux qui étaient présents, elle fut démembrée entre deux arbres et Victor décapité. »

## Vénération

### Par lieu
On commémore simultanément les saints Victor et Couronne, dans l'église orthodoxe le 24 novembre (le 11 novembre dans le calendrier liturgique orthodoxe) et dans l'église catholique le 14 mai.
Près de la ville de Feltre sur les pentes du mont Miesna se trouve la basilique des saints Victor et Couronne (it), construite par les Croisés de Feltre, après la Première croisade.
Couronne est particulièrement vénérée en Autriche et dans l'est de la Bavière. Il y a une chapelle qui lui est dédiée à Sauerlach, près de Munich. Il y a deux églises qui portent son nom dans le diocèse catholique romain de Passau et deux villes portent son nom en Basse-Autriche. Une statue d'elle se dresse dans la cathédrale de Münster. Plusieurs pèlerinages lui sont dédiés : à St. Corona am Schöpfl, à St. Corona am Wechsel, au sanctuaire de sainte Couronne de Staudach et au sanctuaire de Handlab. Les reliques des deux saints auraient été placées en 965 dans la Cathédrale de Brême. Le culte de sainte Couronne y était certainement important, car on y a retrouvé des broches de pèlerins et trois statues. Charlemagne aurait rapporté les reliques de Couronne avec celles de saint Leopardus à Aix-la-Chapelle, et ces deux saints sont ensuite devenus les patrons du couvent Notre-Dame d'Aix-la-Chapelle. Un reliquaire en plomb du début du XIe siècle a été retrouvé en 1843. Après avoir été examiné, son contenu est réintroduit en 1911 dans la châsse Corona-Leopardus, dans la chapelle Saint-Michel de la cathédrale d'Aix-la-Chapelle.
Sainte Couronne est la sainte patronne du petit village St. Corona am Wechsel, dont le site signale que les habitants ont invoqué la sainte, comme cela se fait pour tout saint patron, pour être soulagés de divers maux : tempêtes, mauvaises récoltes, épidémies et besoins de la vie quotidienne.

### Chronologique
Vers l'an 1000, Otto III, empereur romain a apporté les reliques de Couronne à Aix-la-Chapelle en Allemagne. Ses reliques ont été redécouvertes lors de fouilles à la cathédrale d'Aix-la-Chapelle en 1910. Les reliques ont été retirées d'une crypte et placées dans un sanctuaire à l'intérieur de la cathédrale.
La cathédrale de Strasbourg, abrite un vitrail du XIVe siècle la représentant en longue robe, avec le manteau et le voile, tenant la palme du martyre dans la main gauche. Des représentations plus tardives la montrent tenant dans sa main droite une pièce de monnaie qu'elle tend à un mendiant.
Couronne est associée à des superstitions impliquant de l'argent, telles que le jeu et la chasse au trésor, depuis qu'un chasseur de trésor a crédité son succès après l'avoir l'invoquée,,. Un chasseur de trésors a fait appel à la sainte pour lui apporter des trésors, puis elle est renvoyée avec un rituel élaboré. La prière de Couronne (Kronengebet) est un rituel magique ayant été particulièrement populaire aux XVIIe et XVIIIe siècles pour retrouver des trésors cachés. On la retrouve dans plusieurs livres sacrés, y compris dans les 6e et 7e livres de Moïse. Au Moyen Âge, ces prières des trésors étaient vendues par de prétendus experts en magie comme des moyens garantis d'obtenir d'énormes richesses. Il y eut au début des temps modernes des procès sur des chasses au trésor magiques, qui classèrent ces affaires dans le domaine de la fraude et non de la magie. En plus de sainte Couronne, saint Christophe, a été un autre patron populaire des chasseurs de trésors  Mais l'intercession contre les épidémies n'a jamais été sa « spécialité » dans le catholicisme, au moins jusqu'en 2019. En mars 2020, le diocèse catholique romain de Raleigh a suggéré de l'invoquer pour soutenir l'économie mondiale pendant la pandémie de coronavirus 2019-2020. Elle n'est pas historiquement une sainte patronne ni n'a été invoquée contre les pandémies ou les maladies, mais elle est maintenant invoquée contre la pandémie actuelle. Ses reliques seront disponibles pour la vénération du public une fois la pandémie passée.

## Iconographie

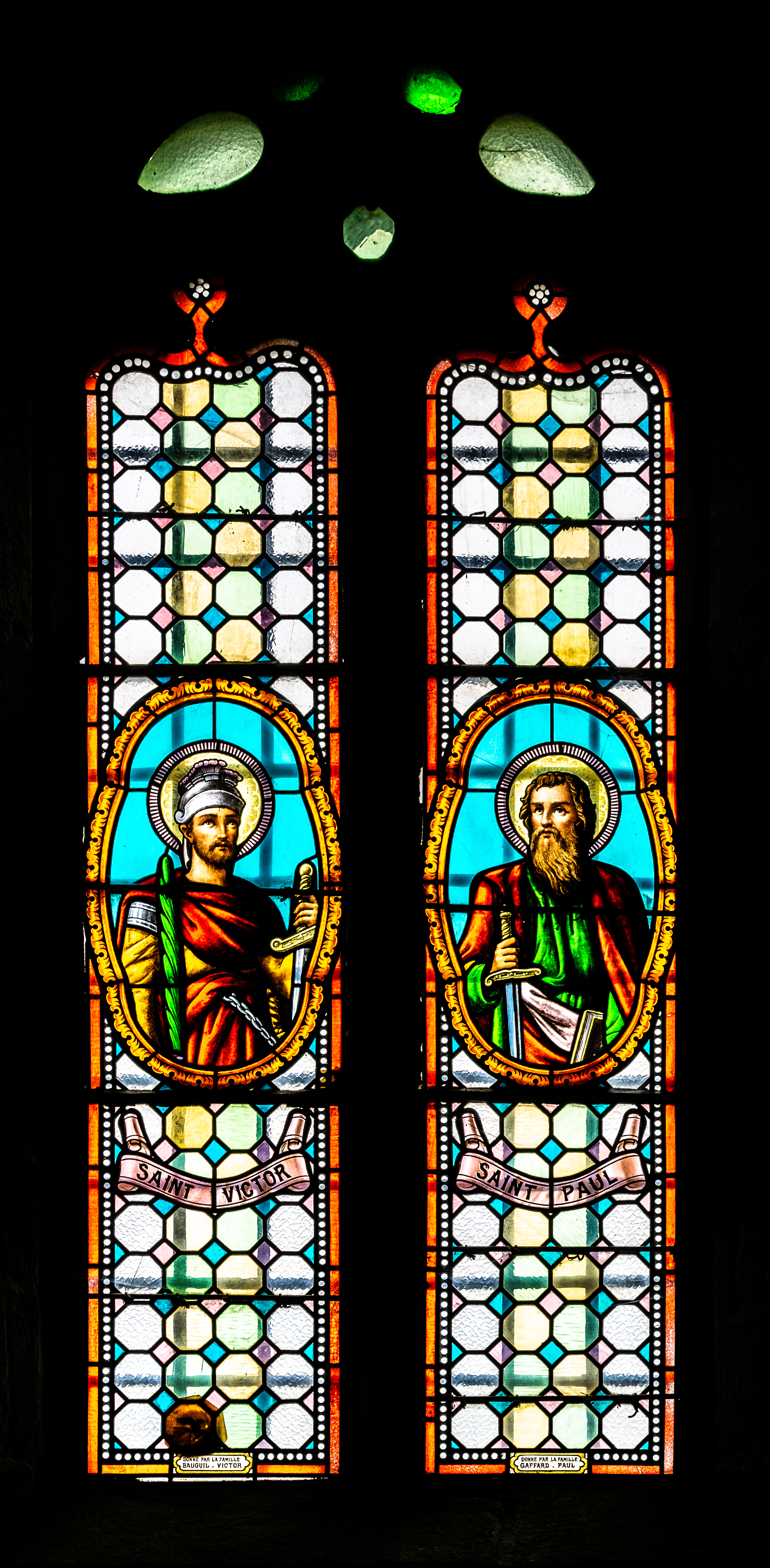
Vitrail représentant les Saints Victor de Damas et l'apôtre Paul à l'église Marie-Madeleine de Gramond (Aveyron, France).